# 鳥集徹
鳥集 徹（とりだまり とおる、1966年（昭和41年）2月6日-）は、日本のジャーナリスト。医療分野を中心にジャーナリストとして活動している。兵庫県西宮市生まれ。千葉県在住。

## 略歴
同志社大学文学部社会学科新聞学専攻卒業。同志社大学大学院文学研究科修士課程修了（新聞学）。会社員、出版社勤務、フリーライター等を経て、2004年から医療分野を中心にジャーナリストとして活動。2006年〜2008年、月刊誌論座に福島県立大野病院のルポを発表。2007年3月、週刊朝日でタミフル寄附金問題をスクープし、インプラント使い回し問題疑惑もスクープ発表している。第一線で活躍する医師を500人以上取材した経験を生かし「週刊文春」「文藝春秋」「週刊女性セブン」「医薬経済」等に記事を寄稿、連載している。また、全国各地で講演会等も行っている。
2015年に著書『新薬の罠 子宮頸がん、認知症…10兆円の闇』で第4回日本医学ジャーナリスト協会賞大賞を受賞した。

## 人物
- 趣味特技はギター。好物はビール。
- 以前、某番組から出演オファーが来たことがあるが「コロナ死者数と接種後死者数を比較考慮すると接種しない選択も合理的であること。」「健康被害リスクを負ってまで集団免疫のために接種すべき論はおかしいこと。」等、データを元に事前説明をしたら出演取り消しになったと主張している[4]。
- 自身のTwitterアカウントは、衆議院議員の河野太郎氏にブロックされている[5]。
- 学生時代からギターを弾いている。
- 「宇宙人のうた[6]」「ホッピーとキンミヤ[7]」「なしを食べよう！[8]」など、学生時代から様々な作詞、作曲をしている。
- 時折、自身のギターチャンネル（youtube）に弾き語りを投稿している[9]。

## 発言
HPVワクチンについて
- HPVワクチンに反対しており、「巨額のカネが医師に流れ込む」という主張を行っている[10]。

新型コロナウイルスについて
- マスク着用に関して「感染予防効果を実証するまともなエビデンスは弱い」と発言している[11]。
- ワクチンパスポート導入に関して「ワクチンを接種していても感染するし、他人にうつす。だから接種証明は感染拡大阻止にならないし、非接種者の差別につながる。」とTwitterで述べている[12]。
- ワクチンに関して「今回のワクチンには問題が沢山あるのに、それを国も推進派もマスコミも言わずに、接種ばかり押し付けようとしている。」とTwitterで述べている。

Wikipediaについて

2009年の著書『ネットで暴走する医師たち―“医療崩壊”の深部で何が起きているか』の中で、出元明美の項目が立項時にきわめて問題が多かったことを指摘。“だれかがwikipediaに書き込まない限り、いったん書かれた記事はそのままネットに晒され続ける。「嫌なら自分で書きかえろ」と言われるかもしれないが、好き好んで書かれたわけでもない当人が、なぜそのような労をとらねばならないのか。書かれた側にとっては、はなはだ迷惑な話だ”と断罪している。さらに悪質な書き込みを行っている人間が2ちゃんねるのwikipedia関係スレッドを利用し情報操作を試みている危険性も示唆している。

## 出演
- BSフジLIVE プライムニュース（BSフジ、2021年5月4日・8月2日）
- 辛坊治郎 Sunday kissぷらす（Kiss FM KOBE、2021年7月18日）
- ドキュメンタリー映画『記録映像ワクチン後遺症』（2022年1月）

## 連載
- 文春オンライン（文藝春秋）
- プレジデントオンライン（プレジデント社）
- 朝日新聞「私の視点」（朝日新聞社、連載終了）
- 月刊誌論座（朝日新聞社、2006年〜2008年）
- 週刊女性セブン（小学館）

## 著書

### 単著
- 『広島の実力弁護士―国内初弁護士評価ガイド』南々社、2002年11月1日。ISBN 9784931524125
- 『ネットで暴走する医師たち―“医療崩壊”の深部で何が起きているか』WAVE出版、2009年1月。ISBN 9784872903836
- 『新薬の罠　子宮頸がん、認知症…10兆円の闇』文藝春秋、2015年5月23日。ISBN 9784163902685
- 『がん検診を信じるな〜「早期発見・早期治療」のウソ』宝島社新書、2017年2月23日。ISBN 9784800264206
- 『医学部』文芸新書、2018年3月20日。ISBN 9784166611515
- 『コロナ自粛の大罪』宝島社新書、2021年3月19日。ISBN 9784299014887
- 『新型コロナワクチン 誰も言えなかった「真実」』 宝島社新書、2021年11月10日。ISBN 9784299022578
- 『医療ムラの不都合な真実』宝島社新書、2022年3月10日
- 『薬害「コロナワクチン後遺症」』ブックマン社、2023年2月24日
- 『医者が飲まない薬 誰も言えなかった「真実」』宝島社新書、2023年3月10日
- 『医者が言わない薬の真実』宝島社新書、2023年7月22日
- 『コロナワクチン 私たちは騙された』宝島社新書、2023年12月26日
- 『医師が証言 コロナワクチン「薬害」の実態』宝島社、2024年5月24日

電子書籍
- 『腰痛治療革命 第一人者が教える７つの新常識』文藝春秋、2013年12月13日。
- 『65歳からの薬の飲み方』文藝春秋、2016年12月9日。※「月刊文藝春秋2016年11月号」掲載の記事を再構成して電子書籍化。
- 『薬や検査を疑うのが「賢い選択」だ飲んでもムダな薬リスト』文藝春秋、2017年6月9日。※「月刊文藝春秋2017年５月号」掲載の記事を再編集して電子書籍化。
- 『全国外科医 大アンケート ライバルが認める「がん手術の達人」126人 』文藝春秋、2017年10月18日。

### 共著
- 『ワクチンで子どもは守れるか?』横田一, 母里啓子, 鳥集徹ほか 、ほんの木、2017年7月15日。ISBN   9784775201060
- 『医薬品の裏側 クスリの飲み方を考える』 鳥集徹, 寺尾正之, 長尾和宏ほか、 ほんの木、2019年7月15日。ISBN 9784775201190
- 『東大医学部〜本物の「成功者」はどこにいる？』和田秀樹, 鳥集徹、ブックマン社、2020年9月16日。ISBN 978-4-89308-933-5
- 『日本のタブー 3.0 』望月衣塑子, 鈴木智彦, 西崎伸彦, 鳥集徹、 宝島社新書、2022年1月8日。ISBN 9784299024039
- 『子どもへのワクチン接種を考える:臨床現場でいま、何が起こっているのか』藤沢明徳, 鳥集徹、花伝社、2022年6月13日
- 『日本のタブー 4.0』白石和彌, 鳥集徹, 甚野博則, 赤石晋一郎、宝島社新書、2022年7月27日
- 『コロナワクチン 失敗の本質』宮沢孝幸, 鳥集徹、宝島社新書、2022年8月10日
- 『コロナ利権の真相』鳥集徹, 特別取材班、宝島社新書、2023年1月06日
- 『世界を欺いたコロナワクチン』鳥集徹, 藤江成光, 闇のダディ、宝島社新書、2023年4月10日
- 『日本の黒い聖域』鈴木智彦, 望月衣塑子, 西崎伸彦, 鳥集徹、宝島社、2023年8月4日